# Vladimír Darjanin
Vladimír Darjanin ( * 11. července 1960) je český podnikatel a organizátor hudebního života, od července 2009 do května 2010 generální ředitel České filharmonie, je zakladatelem mezinárodního hudebního festivalu Dvořákova Praha.
Byl ženatý (2000 - 2016) s klarinetistkou Ludmilou Peterkovou a má tři děti. Mezi jeho záliby patří zejména opera, klasická hudba a architektura. Vladimír Darjanin není a nikdy nebyl členem žádné politické strany.

## Vzdělání
Vladimír Darjanin vystudoval konzervatoř, poté na Akademii múzických umění v Praze vystudoval obor operní režie, televizní režie a produkce. Už při studiu na vysoké škole (1983-1989) měl možnost pobývat se na různých stážích, a to v maďarském Györu, italské Sieně, ve Vídeňské státní opeře, ale především v Berlíně u Götze Friedricha a Harryho Kupfra v Komische Oper.

## Režie a produkce
Pro Darjaninův umělecký vývoj bylo důležité jeho působení v Národním divadle (1989-1992) a v Laterně Magice u prof. Josefa Svobody, kde v letech 1992-1994 zastával pozici jako režiséra. V roce 1994 vstoupil do svobodného povolání, režíroval v Česku i na Slovensku a pracoval pro Českou televizi jako režisér a producent. Věnoval se rovněž režii operních představení a dokumentárních filmů.

## Deset století architektury
Darjanin v roce 1994 založil společnost DaDa, která se do roku 2002, kdy byl jmenován generálním komisařem české účasti na Světové výstavě EXPO v Japonsku, orientovala na výrobu dokumentárních televizních pořadů a organizaci velkých kulturních projektů. Jejím nejvýznamnějším počinem je cyklus Deset století architektury, v jehož rámci Česká televize odvysílala 233 dílů tohoto dokumentárního pořadu během šesti let. Snaha tvůrců seriálu vyústila ve spolupráci se Správou Pražského hradu na unikátní výstavě přímo na Pražském hradě a ve vybraných architektonických objektech na území celé České republiky v roce 2001. Tento projekt  byl unikátní jak svým obsahem, tak rozsahem, neboť trval po dobu sedmi měsíců a během tohoto období se uskutečnil soubor tří set výstavních a doprovodných akcí. Výstavu v prostorách Pražského hradu navštívilo od dubna do října roku 2001 155 226 diváků. Na televizní cyklus Deset století architektury navázala nová série dokumentárních portrétů o obrazech Mistrovská díla z českých sbírek, kterou od ledna roku 2002 vysílala Česká televize.

## Nadační fond FATUM
Spolu s operním pěvcem Ivanem Kusnjerem založil Darjanin roku 1998 nadační fond FATUM, který pomáhá dětem předčasně zesnulých hudebníků a má sídlo v historické budově Národního divadla.

## EXPO 2005
V roce 2002 jmenovala vláda ČR Vladimíra Darjanina generálním komisařem české účasti na Světové výstavě 2005 Aichi v Japonsku. Česká republika se tam prezentovala expozicí pod názvem Zahrada fantazie a hudby. Za 6 měsíců navštívilo český pavilon 1,7 milionu diváků, což jej zařadilo mezi nejúspěšnější národní prezentace.

## Akademie klasické hudby a Dvořákova Praha
S cílem propagovat české hudební umění založil Vladimír Darjanin v roce 2002 společnost Akademie klasické hudby, která v roce 2007 stála u zrodu mezinárodního hudebního festivalu Dvořákova Praha. První ročník festivalu, jehož cílem je propagace Dvořákova života a díla, se uskutečnil v roce 2008 a Vladimír Darjanin se stal jeho intendantem. Dvořákova Praha je oslavou díla nejznámějšího českého skladatele a vyzdvihuje jeho celosvětový přínos. V roce 2008 Darjanin zakládá Cenu Antonína Dvořáka, jež se stala prestižním oceněním osobností, které se svým celoživotním dílem nebo mimořádným uměleckým počinem významnou měrou zasloužily o propagaci a popularizaci české klasické hudby v České republice i v zahraničí.
Festival Dvořákova Praha nabízí od roku 2009 členství v Klubu mladých, jehož cílem je vzdělávat a podporovat studenty v oblasti vážné hudby a nabízet jim zvýhodněné vstupné.
Pozici intendanta respektovaného hudebního festivalu opustil Darjanin v roce 2013.
Pro aktivity Akademie klasické hudby a především pro festival Dvořákova Praha získal v roce 2007 podporu podnikatele Karla Komárka, který je dnes považován za jednoho z nejvýznamnějších českých mecenášů hudebního umění.

## Působení v České filharmonii
Ministr kultury Václav Jehlička předal 4. listopadu 2008 Vladimíru Darjaninovi jmenovací dekret generálního ředitele České filharmonie. Do funkce nastoupil 1. července 2009.
Projekt Česká filharmonie víc než orchestr, který prezentoval před svým zvolením, měl stanovenou ideu vnímání orchestru a celé instituce v médiích jako pevného celku a součinného tělesa. Vladimír Darjanin kladl důraz na vytvoření jasné struktury instituce a měl v plánu změnit způsob financování hudebníků, pozvednout prestiž orchestru i kvalitu jeho managementu, zavést znovu funkci dramaturga, přivést Českou filharmonii k lepším nahrávacím společnostem a vytvořit podmínky k získání prvotřídního šéfdirigenta.
Před nástupem do funkce vyvolal Darjanin kontroverzi svým úmyslem odvolat po 16 letech z funkce ředitele Galerie Rudolfinum Petra Nedomu. Tomu se ale dostalo výrazné podpory ze strany výtvarníků, galeristů, dalších představitelů kultury a zainteresované části veřejnosti. Darjanin změnil rozhodnutí a přislíbil, že Nedoma zůstane ve své funkci minimálně do konce roku 2013. V říjnu 2009 ministr kultury Václav Riedlbauch předešel dalším eventuálním sporům převedením Galerie Rudolfinum pod správu Uměleckoprůmyslového muzea. Václav Riedlbauch byl v od ledna 2001 rovněž generálním ředitelem České filharmonie. Na tomto postu ho po skončení funkčního období a neshodách s některými členy orchestru vystřídal v červenci 2009 právě Vladimír Darjanin.
Ihned po svém zvolení zadal Darjanin personální i finanční audit České filharmonie. Darjanin svým počínáním nastartoval proces proměny orchestrů i instituce České filharmonie, otevřel důležité otázky, jako financování orchestru, nahrávaní nebo kolektivní smlouva s orchestrem. Propustil několik zaměstnanců a zrušil prodělečný festival Pražské premiéry, který se platil z peněz orchestrů. Stejně tak zrušil pouťové koncerty pro turisty, které byly podle Darjanina hanbou České filharmonie jako instituce.
Audit podle Darjanina dokládal závažná pochybení v hospodaření orchestru v době, kdy jej vedl jeho předchůdce Václav Riedlbauch. Podle ministerstva, vedeném v té době Václavem Riedlbauchem, byl právě audit jedním z prvních kroků, kterým prý Darjanin prokázal, že se neorientuje v postavení a hospodaření státní příspěvkové organizace a stal se jedním z důvodů, proč ministr Riedelbauch Vladimíra Darjanina 7. 5. 2010 odvolal z funkce. Na protest proti odvolání Darjanina zrušili ve stejný den filharmonikové plánovaný koncert v Rudolfinu.

## Po odchodu z České filharmonie
Darjanin se po svém odvolání plně věnoval festivalu Dvořákova Praha a své rodině. Určitý čas se spekulovalo o jeho účasti ve výběrovém řízení na ředitele nového divadla v Plzni či návratu k opeře.